# Machhermo
Machhermo è un piccolo villaggio del Nepal orientale, nella zona amministrativa di Sagarmatha, ai piedi dell'Himalaya. Si trova nella valle del fiume Dudh Kosi, a nord di Dole e a sud di  Gokyo, ad un'altitudine di 4470m, sotto la morena terminale del ghiacciaio Ngozumpa, il più grande ghiacciaio del  Nepal.
Machhermo è spesso un punto di sosta per gli escursionisti nel loro cammino verso i laghi di Gokyo, che nel 2007 sono stati designati come zone umide di importanza internazionale, o per il Monte Everest tramite la rota alternativa, che inizia nei pressi della punta meridionale del Glacier Ngozumpa e conduce verso est sopra il passo di Cho La a 5420 m.
La funzione principale del paese è quello di sostenere l'industria del turismo e, come tale, è costituito da una decina di alberghi e ostelli.

Machhermo
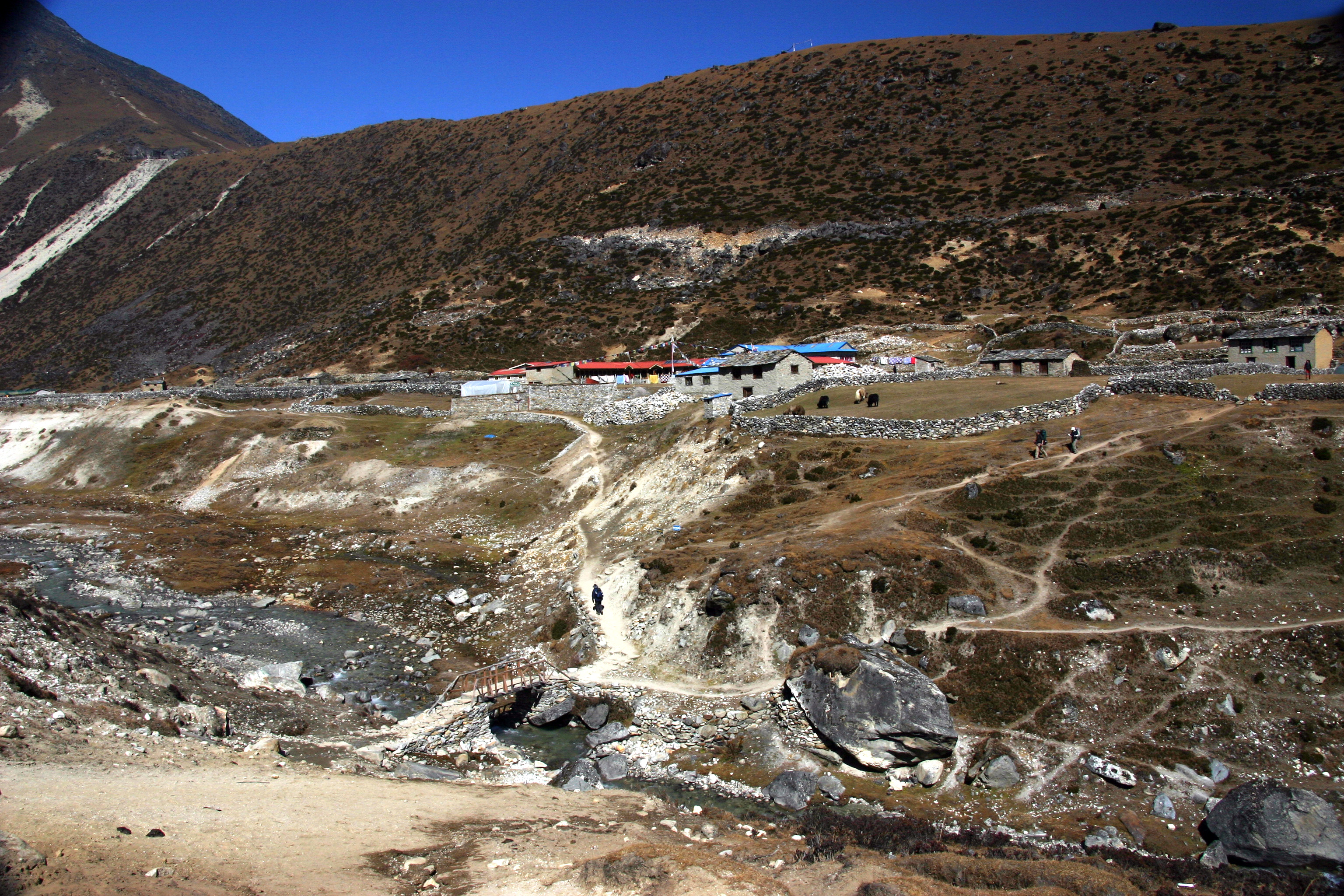
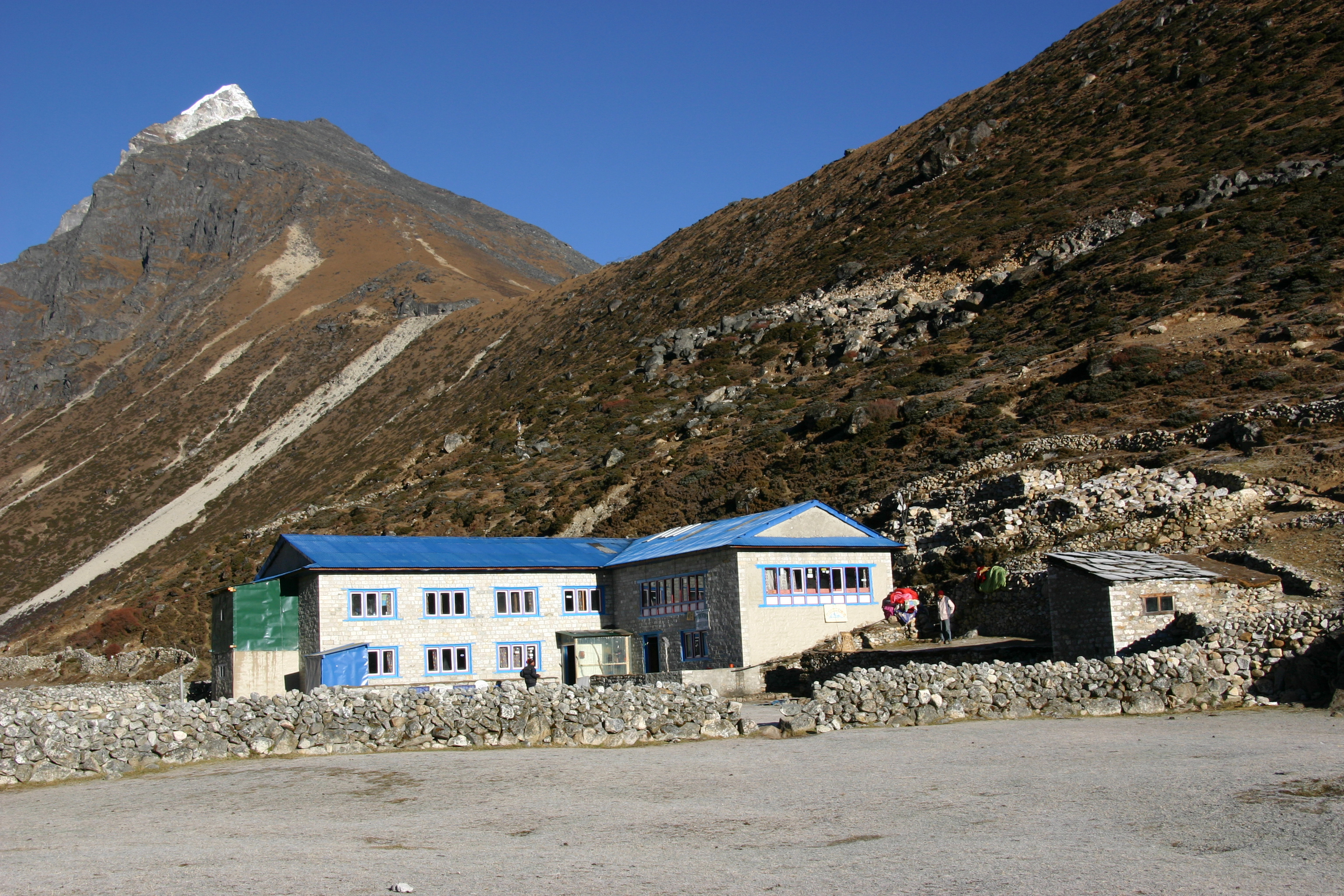
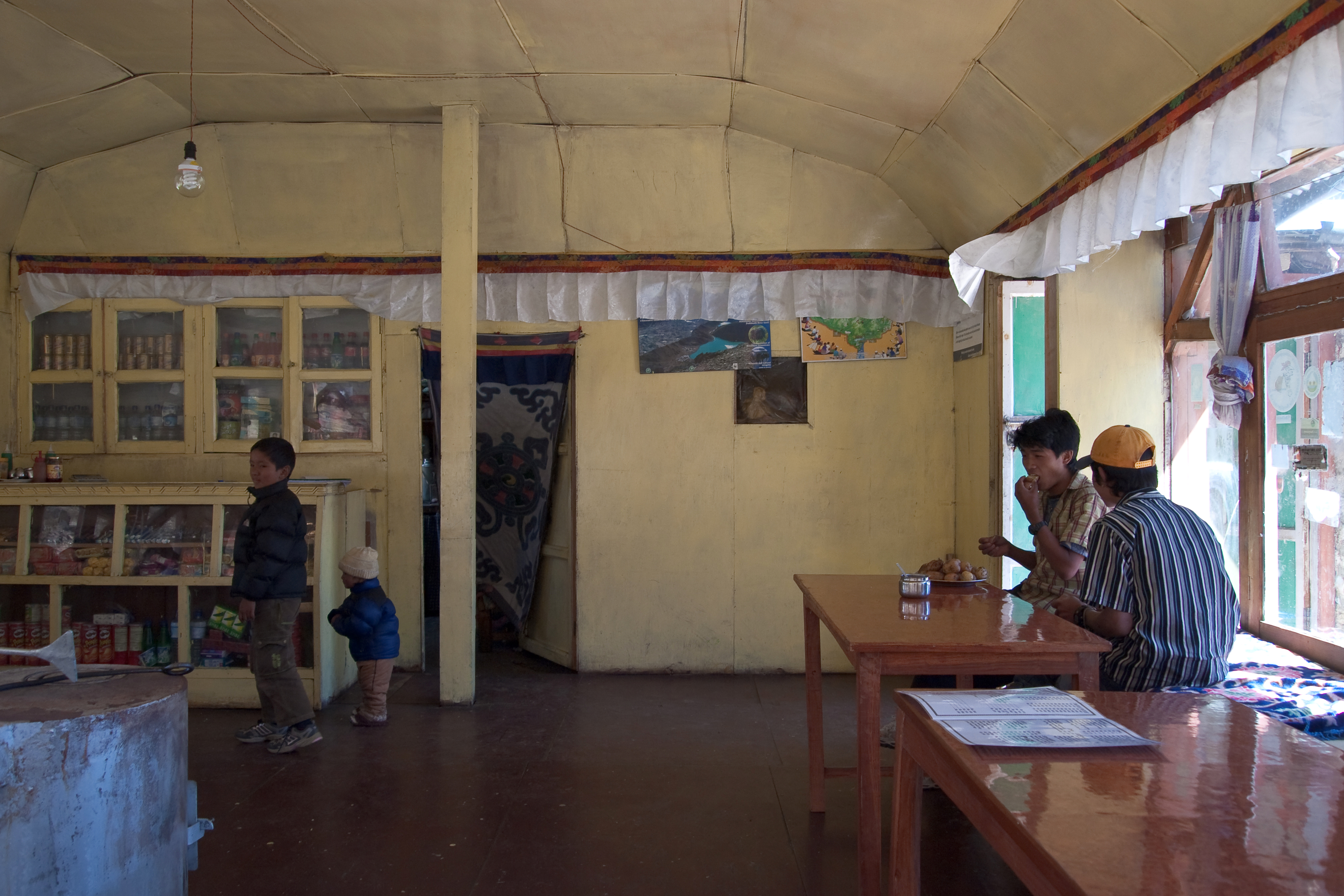
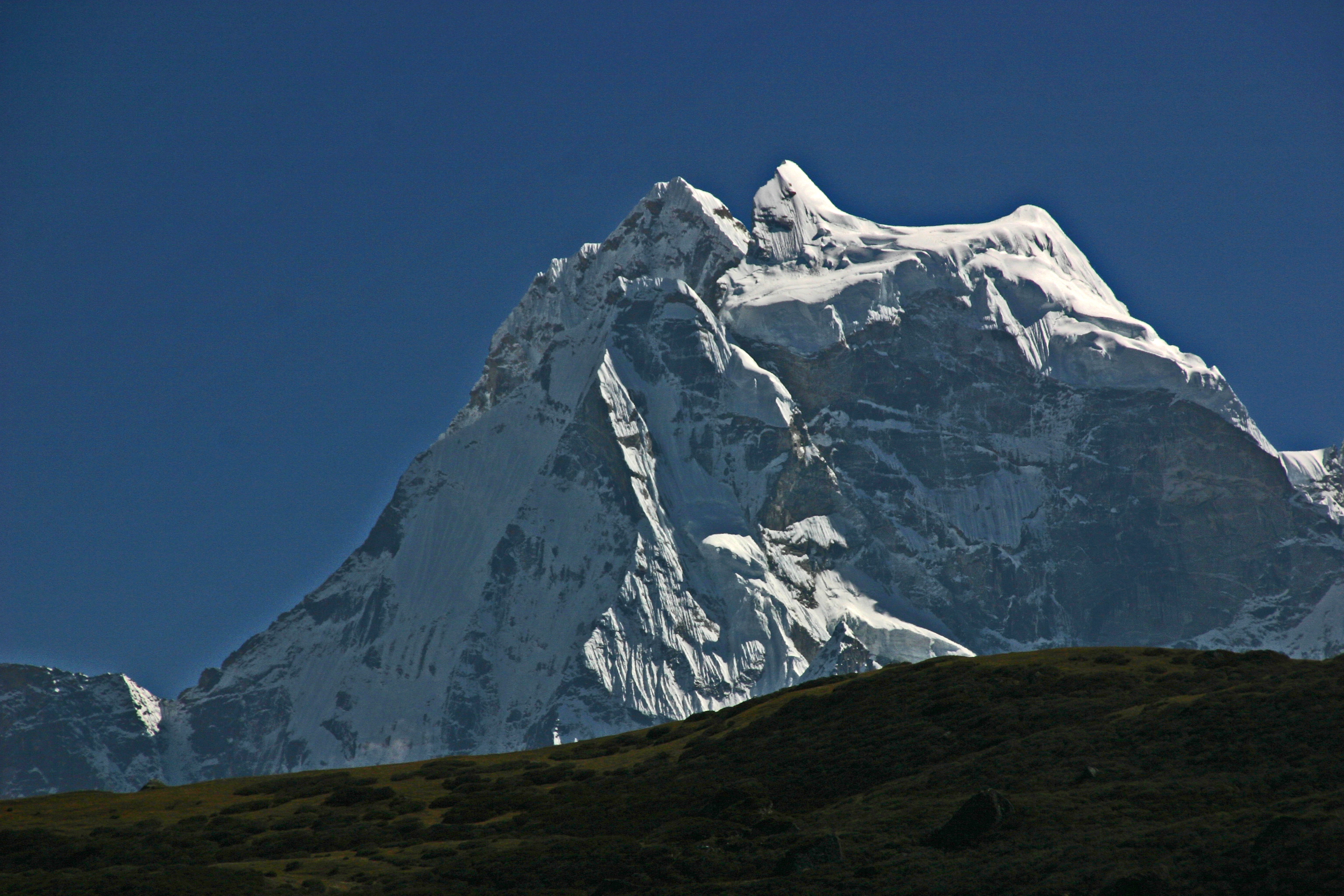
Kangtega
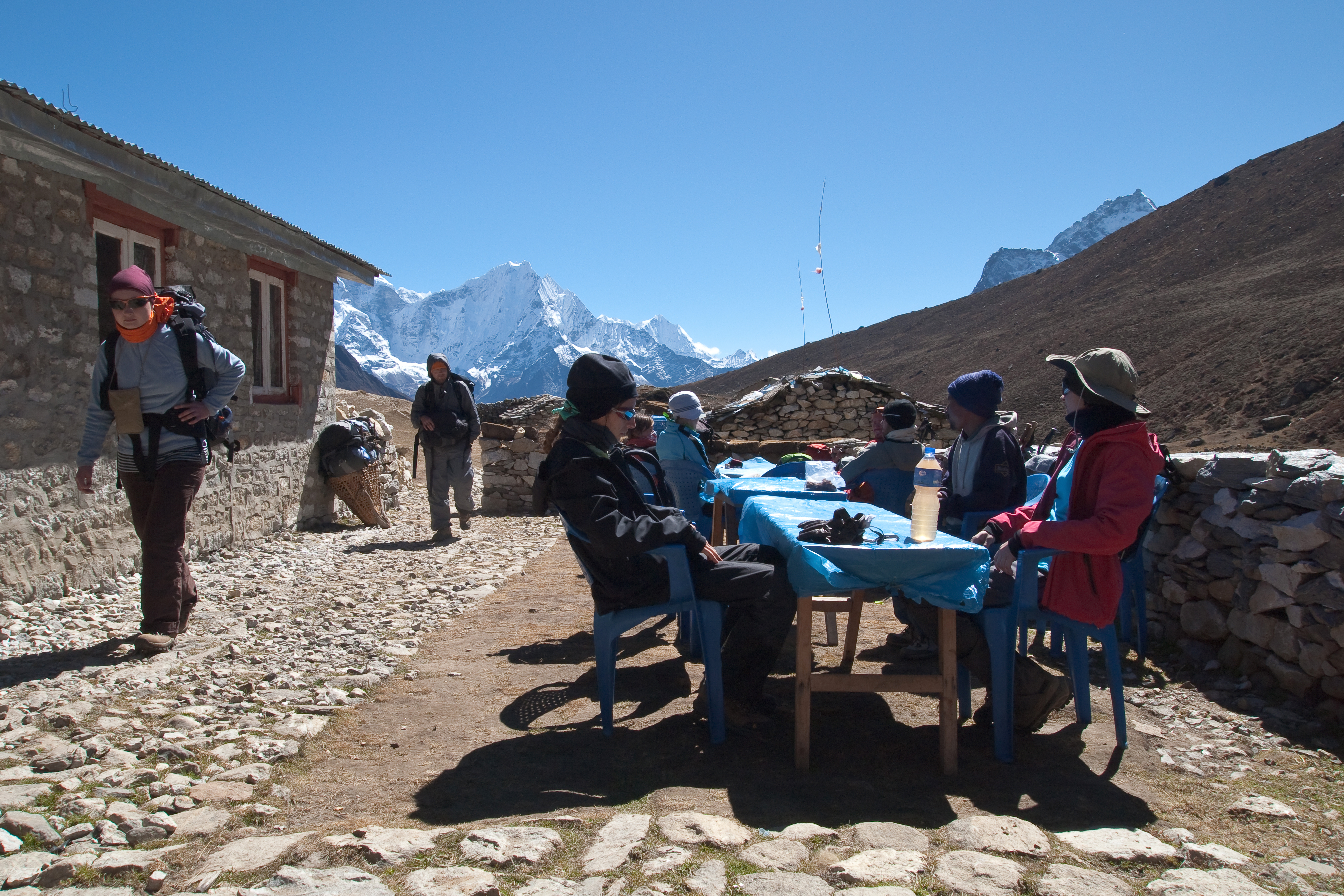
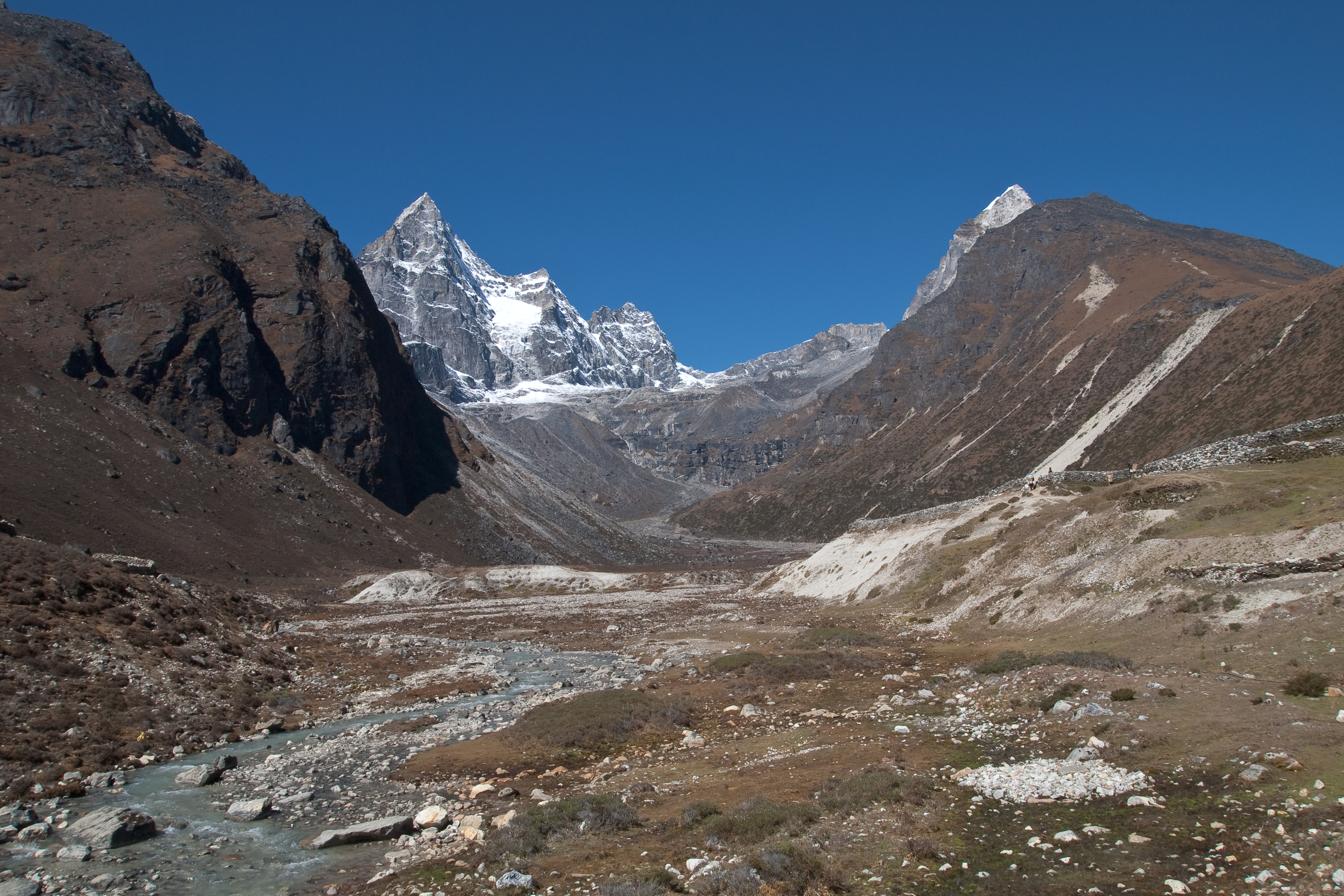
Il fiume di Machhermo poco sopra il villaggio